# Amphicarpum amphicarpon
Amphicarpum amphicarpon är en gräsart som först beskrevs av Frederick Traugott Pursh, och fick sitt nu gällande namn av George Valentine Nash. Amphicarpum amphicarpon ingår i släktet Amphicarpum och familjen gräs. Inga underarter finns listade i Catalogue of Life.